# Piranha - La morte viene dall'acqua
Piranha - La morte viene dall'acqua (Piranha) è un film per la tv del 1995 diretto da Scott P. Levy.
È il remake shot for shot di Piraña del 1978.

## Trama
Indagando sulla misteriosa scomparsa di due ragazzi, il detective Maggie McNamara scopre che in una base militare abbandonata si trovano dei piranha geneticamente modificati creati nel corso di un esperimento ordinato dalla CIA.
I pesci fuggono per un errore e distruggono chiunque incontrino sulla loro strada. Maggie cerca disperatamente di fermare i pesci carnivori prima che raggiungano una zona del fiume dove si sta inaugurando un parco acquatico con molti bambini.

## Produzione
Il film è il remake televisivo del film Piraña (1978) ed è stato prodotto da Roger Corman. Tutte le scene in cui i piranha attaccano sono le stesse del film del 1978. All'inizio del film viene citato il film La creatura della laguna nera, ma in realtà il titolo del film è Il mostro della laguna nera.

## Distribuzione
Negli Stati Uniti il film è stato trasmesso in prima visione assoluta sul canale Showtime il 1 ottobre 1995. In italia è stato trasmesso in prima visione su Rai 2 il 31 luglio 1996.